# Tabuga
Tabuga es una localidad caboverdiana del municipio de Porto Novo.

## Geografía
La localidad está situada en la isla Santo Antão.

## Organización territorial
La localidad abarca el lugar de:
- Chã de Casa